# Spider-Man - Music From And Inspired By
«Spider-Man - Music From And Inspired By» es un álbum de banda sonora de varios artistas, perteneciente a la película Spider-Man (2002) dirigida por Sam Raimi, lanzado el 30 de abril de 2002 por medio de Columbia, Roadrunner Records, Island Def Jam Music Group y Sony Music Soundtrax.
El álbum incluye dos temas que forman parte de la banda sonora de la película, compuestos por Danny Elfman, aunque la partitura sería publicada poco después, bajo el nombre de «Spider-Man (Original Motion Picture Score)».
Fue producido por Will Botwin, Jonas Nachsin, Lyor Cohen, Julie Greenwald, Spring Aspers, Glen Brunman, Denise Luiso y Lia Vollack, y precedido por dos sencillos: «Hero» de los músicos Chad Kroeger y Josey Scott, y «What We're All About (The Original Version)» de la banda Sum 41.

## Composición
El álbum fue anunciado cómo una colección de música basada en los problemas, la responsabilidad y la doble vida del personaje dentro de la película Spider-Man, temas que están basados principalmente en el hard rock, rock alternativo y el post-grunge.
«Spider-Man - Music From And Inspired By» incluyó nueva música de artistas de la época, principalmente de Alien Ant Farm, Corey Taylor, Pete Yorn, Black Lab, Bleu y Greenwheel. Además, agregó una remezcla de «My Nutmeg Phantasy» de Macy Gray, creado por Tom Morello. El álbum incluyó dos partituras de la película compuestas por Danny Elfman, así cómo la versión original del tema de la serie animada de Spider-Man del año 1967 y una versión de la misma hecha por Aerosmith.
No obstante, la mayoría de las canciones del álbum no aparecen en la película. Los únicos temas que llegaron a aparecer fueron «When It Started» y «What We're All About» (como música diegetica). La versión original de «My Nutmeg Phantasy» de Macy Gray se puede escuchar durante el festival del día de la unidad de Oscorp, en lugar de la remezcla de Tom Morello. Finalmente, «Hero», sencillo principal del álbum, aparece en los créditos finales de la película junto a «What We're All About» y el tema de la serie animada de Spider-Man de 1967.
Lia Vollack, entonces vicepresidenta ejecutiva de música para Sony Pictures Entertainment, explicó que la mayoría de los artistas acudieron a los productores del álbum porque estaban interesados en participar. No obstante, comentó que los intérpretes sólo se limitaron a ver fragmentos, trailers y tomas individuales de la película para empezar a componer. Por último, habló de elegir el tema «Hero» cómo el sencillo principal del álbum:

«Para Spider-Man, los artistas acudieron a nosotros porque querían participar. Corey Taylor es un gran fan de Spider-Man, y tenía muchas ganas de hacer algo para el disco. Alien Ant Farm compuso su canción específicamente para la película. The Strokes no han querido participar en ninguna banda sonora, pero sí en esta porque adoran a Spider-Man. [...] La gente vio fragmentos, trailers, tomas individuales y conversamos, pero les aseguramos que la película era fiel a la leyenda de Spider-Man, así que si conocen al personaje del cómic, podrían identificarse con lo que terminó siendo la película. Lo mantuvimos en un secreto muy estricto. [...] Cuando me enviaron «Hero», llevaba un tiempo hablando con Rob Stevenson de Island sobre Spider-Man, concretamente sobre Sum 41, pero luego me dijo que había estado hablando con Josey y Chad [sobre la película] y que estaban trabajando en algo que creían que sería genial. Rob me la envió con una nota que decía simplemente: "¡Caramba!". «Hero» es una canción de rock épica, emotiva y a la vez genial, y en cuanto la escuché, supe que era perfecta para esta película.»

## Sencillos
El tema «Hero» de Chad Kroeger (vocalista de Nickelback), con Josey Scott (ex-vocalista de Saliva), fue lanzado el 1 de marzo de 2002 por medio de Roadrunner Records cómo el sencillo principal del álbum. Sería promocionado junto a dos versiones ligeramente diferentes que serían distribuidas en diferentes regiones alrededor del mundo, además de su video musical y del tema «Invisible Man» de la banda Theory of a Deadman.
El segundo sencillo, «What We're All About», por Sum 41, fue publicado el 17 de abril de 2002 por Island Def Jam Music Group. El tema es una versión re-hecha de la canción perteneciente al album debut de la agrupación «Half Hour of Power», «Dave's Possessed Hair/It's What We're All About». Incluye la participación del guitarrista de Slayer Kerry King.

## Lista de canciones
| Spider-Man - Music From And Inspired By |                                                                        |                     |          |  |
| N.º                                     | Título                                                                 | Artista             | Duración |  |
| 1.                                      | «Theme from Spider Man»                                                |                     | 1:01     |  |
| 2.                                      | «Hero» (feat. Josey Scott)                                             | Chad Kroeger        | 3:19     |  |
| 3.                                      | «What We're All About» (The Original Version)                          | Sum 41              | 3:35     |  |
| 4.                                      | «Learn To Crawl»                                                       | Black Lab           | 3:36     |  |
| 5.                                      | «Somebody Else»                                                        | Bleu                | 3:37     |  |
| 6.                                      | «Bug Bytes»                                                            | Alien Ant Farm      | 3:32     |  |
| 7.                                      | «Blind»                                                                | Default             | 3:10     |  |
| 8.                                      | «Bother»                                                               | Corey Taylor        | 4:00     |  |
| 9.                                      | «Shelter»                                                              | Greenwheel          | 3:31     |  |
| 10.                                     | «When It Started»                                                      | The Strokes         | 2:56     |  |
| 11.                                     | «Hate To Say I Told You So»                                            | The Hives           | 3:22     |  |
| 12.                                     | «Invisible Man»                                                        | Theory of a Deadman | 2:39     |  |
| 13.                                     | «Undercover»                                                           | Pete Yorn           | 3:59     |  |
| 14.                                     | «My Nutmeg Phantasy (Tom Morello Mix)» (feat. Angie Stone and Mos Def) | Macy Gray           | 4:29     |  |
| 15.                                     | «I-IV-V»                                                               | Injected            | 3:02     |  |
| 16.                                     | «She Was My Girl»                                                      | Jerry Cantrell      | 4:17     |  |
| 17.                                     | «Main Titles» (Album Version)                                          | Danny Elfman        | 3:42     |  |
| 18.                                     | «Farewell» (Album Version)                                             | Danny Elfman        | 4:43     |  |
| 19.                                     | «Theme from Spider-Man»                                                | Aerosmith           | 2:57     |  |
| 1:04:15                                 |                                                                        |                     |          |  |

| Spider-Man - Music From And Inspired By: Edición de Asia |                  |              |          |  |
| N.º                                                      | Título           | Artista      | Duración |  |
| 20.                                                      | «Like A Gunshot» | Lee-Hom Wang | 4:02     |  |
| 1:08:17                                                  |                  |              |          |  |

## Créditos
Adaptados del booklet de «Spider-Man - Music From And Inspired By».
Theme from Spider Man
- Escrito por Robert J. Harris y Paul Francis Webster.
- Publicado por Hillcrest Music Corporation (ASCAP)/Webster MusicCo. (ASCAP).

Cortesía de ABC Worldwide, Inc.
Hero (feat. Josey Scott)
- Interpretado por Chad Kroeger, con Josey Scott.
- Escrito por Chad Kroeger.
- Publicado por Warner-Tamerlane Publishing Corp. (BMI)/Arm Your Dillo Publishing Inc. (SOCAN), administrado por Warner-Tamerlane Publishing Corp. (BMI)/Colpix Music, Inc., administrado por Sony/ATV Songs LLC (interés sin copyright) (BMI).
- Producido por Chad Kroeger.
- Ingeniería por Joey Moy.
- Mezclado por Randy Staub.

℗ 2002 The All Blacks B.V.
- Chad Kroeger: Voz, Guitarra, Bajo y Percusión.
- Josey Scott: Voz.
- Tyler Connolly: Guitarra líder.
- Matt Cameron: Batería.

What We're All About (The Original Version)
- Interpretado y escrito por Sum 41.
- Publicado por EMI April Music (Canadá) Ltd./Rectum Renovator Music (SOCAN) administrado por EMT April Music, Mc. (ASCAP)/ Baner City Music, Inc./She Goes Brown Music, Inc., administrado por Chrysalls Music (ASCAP)/New Columbia Pictures Music, Inc., admin. por Sony/ATV Tunes LLC (interés sin copyright) (ASCAP).
- Producido por Greig Nori y Deryck Whibley.
- Remix y Producción Adicional por Rick Rubin.
- Ingeniería por Thom Russo.
- Mezclado por Rich Costey.
- Ingeniería Adicional y programación: Andrew Scheps.
- Solo de Guitarra por Kerry King.

Kerry King aparece por cortesía de American Recordings.
Learn To Crawl
- Interpretado por Black Lab.
- Escrito por Paul Durham y Andy Ellis.
- Publicado por EMI Blackwood Music, Inc. (BMI)/Threadbare Songs(BMI). Todos los derechos para Threadbare Songs controlados y administrados por EMI Blackwood Music, Inc. (BMI). Todos los derechos reservados. Copyright internacional garantizado. Usado con permiso.
- Producido por Tom Lord-Alge y Paul Durham.
- Coproducido por Andy Ellis.
- Grabado por David Bianco y Andy Ellis
- Mezclado por Tom Lord-Alge.

Cortesía de Epic Records.
Somebody Else
- Interpretado por Bleu.
- Escrito por Bivu y Peter Moore.
- Publicado por Crappy Music (ASCAP)/Pineapple Pond (ASCAP).
- Producido por John Fields y Bleu.
- Ingeniería por Ducky Carlisle y John Fields.
- Mezclado por Chris Lord-Alge.

Bug Bytes
- Interpretado y escrito por Alien Ant Farm.
- Publicado por Karate Pants Music (BMI)/ Songs of DreamWorks (BMI).
- Producido por James Murray y Alien Ant Farm.
- Grabado y Mezclado por James Murray.

Cortesía de DreamWorks Records.
Blind
- Interpretado por Default.
- Letras por Jeremy Janee Hore y Chad Kroeger.
- Música por Default.
- Publicado por Corruption Music Inc/EMI Blackwood Music (BMI), Spank Me Productions/EMI Blackwood Music, Inc. (BMI)/Lethal Weapon Publishing/EMI Blackwood Music Inc. y Warner-Tamerlane Publishing Corp. (BMI)/Arm Your Dilo Publishing (BM) Todos los derechos o/b/o Arm Your Dilo Publishing administrado por Warner-Tamerlane Publishing Corp. (BM).
- Producido por Chad Kroeger.
- Ingeniería & Mezcla por Joey Moi.

Cortesía de TVT Records.
Bother
- Interpretado y Escrito por Corey Taylor.
- Publicado por EMI Aprit Music, Inc. (ASCAP)/Music That Music (ASCAP).
- Producido por James “Jimbo” Barton y Corey Taylor en “Mixing Room Studios”.
- Producción Adicional por Steve Richards.
- Ingeniería por James “Jimbo” Barton y Patrick Thrasher.
- Edición de Pro-Tools: Patrick Thrasher.
- Arreglo de cuerdas: James “Jimbo” Barton, J.J. Farriss y Patrick Thrasher.
- Mezclado por James “Jimbo” Barton.

℗ 2002 The All Blacks U.S.A, Inc.
Shelter
- Interpretado y Escrito por Greenwheel.
- Publicado por EMI April Music, Inc. (ASCAP)/Through The Pink Publishing (ASCAP).
- Producido por Malcolm Springer.
- Ingeniería por Charlie “The Rocko” Brocco.
- Mezclado por Tom Lord-Alge.

When It Started
- Interpretado por The Strokes.
- Escrito por Julian Casablancas.
- Publicado por The Strokes Band Music (ASCAP).
- Producido por Gordon Raphael.

Cortesía de The RCA Records Label, A Unit of BMG Music y Rough Trade Records, bajo licencia para BMG Special Products.
Hate To Say I Told You So
- Interpretado por The Hives.
- Escrito por Randy Fitzsimmons.
- Publicado por Songs & Stories Publishing (STIM). Todos los derechos o/b/o Songs & Stories Publishing administrados por WB Music Corp. (ASCAP)
- Producido por Pelle.

Cortesía de Epitaph /Burning Heart Records/Warner Bros.
Invisible Man
- Interpretado por Theory Of A Deadman.
- Escrito por Tyler Connolly y Chad Kroeger.
- Publicado por Theory Music (SOCAN) y Warner Publishing Corp (BMI)/Arm Your Do Pubishing(BMI). Todos los derechos o/b/o Arm Your Dillo Publishing, administrado por Warner-Tamerlane Publishing Corp. (BMI).
- Producido por Chad Kroeger y Joey Moi.
- Mezclado por Randy Staub.

℗ 2002 The All Blacks B.V.
Undercover
- Interpretado y escrito por Peter Yorn.
- Publicado por Boyletown Music (ASCAP).
- Producido, Grabado y Mezclado por Ken Andrews.

My Nutmeg Phantasy (Morello Mix) (feat. Angie Stone and Mos Def)
- Interpetado por Macy Gray, con Angie Stone y Mos Def.
- Letras por Macy Gray y Lonnie Marshall.
- Música por Lonnie Marshall, Keith Ciancia, Tom Ralls, Finn Hammer y Darryl Swann.
- Publicado por Zomba Songs Inc. (BMI)/Happy Mel Boopie's Cocktail Lounge And Music (BMI) admin. por Zomba Songs Inc. (BMI)/Meganut Music (BMI) admin. por Bug Songs of Windswept Pacific (BMI)/ Orange Liquid Music (BMI)/Raven Violet Music (BMI)/Twisted Bone Music admin. mundialmente por PEN Music Group, Inc./Finn Hammer (BMI)/Famous Music Corp. (ASCAP)/D Style Music (ASCAP) admin. por Famous Music Corp. (ASCAP).
- Producido por Darryl Swann y Macy Gray.
- Mezclado por Dave Way.
- Grabado y Programado por Darryl Swann.
- Remezclado por Tom Morello.
- Ingeniero de Remix: Dave Schiffman.
- Pro Tools, Ingeniería y Programación por Thom Russo.

Cortesía de Epic Records.
- Mos Def aparece por cortesía de MCA Records.
- Ahmir "?uestlove" Thompson aparece por cortesía de MCA Records.
- Billy Preston aparece por cortesía de MCG Records.

℗ 2002 Sony Music Entertainment Inc.
I-IV-V
- Interpretado y escrito por Injected.
- Publicado por Warner-Tamerlane Publishing Corp. (BMI)/ Scourge of '76 Music, LLC (BMI).
- Producido por Butch Walker.
- Ingeniería por Butch Walker y Karl Egsieker

She Was My Girl
- Interpretado y Escrito por Jerry Cantrell.
- Publicado por Boggy Bottom Publishing (ASCAP).
- Producido por Jerry Cantrell y Jeff Tomei.
- Mezclado por Jeff Tomei.

℗ 2002 The All Blacks B.V
Main Titles (Album Version)
- Escrito y producido por Danny Elfman.
- Publicado por Colpix Music, Inc. (BMI), administrado por Sony/ATV Songs, LLC (BMI).
- Orquestaciones por Steve Bartek, Mark McKenzie, Edgardo Simone y David Slonaker.
- Orquestaciones Adicionales por Marc Mann.
- Partitura Grabada y Mezclada por Dennis Sands.
- Editor Musical: Ellen Segal.

Farewell (Album Version)
- Escrito y producido por Danny Elfman.
- Publicado por Colpix Music, Inc. (BMI), administrado por Sony/ATV Songs, LLC (BMI).
- Orquestaciones por Steve Bartek, Mark McKenzie, Edgardo Simone y David Slonaker.
- Orquestaciones Adicionales por Marc Mann.
- Partitura Grabada y Mezclada por Dennis Sands.
- Editor Musical: Ellen Segal.

Theme from Spider Man
- Interpretado por Aerosmith.
- Escrito por Robert J. Harris y Paul Francis Webster.
- Publicado por Hillcrest Music Corporation (ASCAP)/ Webster Music Co. (ASCAP).
- Producido y Mezcado por Steven Tyler, Joe Perry y Marti Frederiksen.
- Ingeniería por Marti Frederiksen.

## Listas de Popularidad

### Listas Semanales
| Lista (2002)                         | Máxima posición |
| ------------------------------------ | --------------- |
| Australia (ARIA)                     | 12              |
| Austria (Ö3 Austria)                 | 17              |
| Canadá (Canadian Albums) (Billboard) | 2               |
| Finlandia (Suomen Virallinen Lista)  | 27              |
| Francia (SNEP)                       | 54              |
| Alemania (Offizielle Top 100)        | 13              |
| Nueva Zelanda (Recorded Music NZ)    | 11              |
| Suiza (Schweizer Hitparade)          | 16              |
| Estados Unidos (Billboard 200)       | 4               |
| Estados Unidos (Soundtrack Albums)   | 1               |

### Listas de Fin de Año
| Lista (2002)                                             | Máxima Posición |
| -------------------------------------------------------- | --------------- |
| Canadá (Canadian Albums) (Nielsen SoundScan)             | 34              |
| Canadá (Canadian Alternative Albums) (Nielsen SoundScan) | 9               |
| Canadá (Canadian Metal Albums) (Nielsen SoundScan)       | 6               |
| Estados Unidos (Billboard 200)                           | 80              |
| Estados Unidos (Soundtrack Albums) (Billboard)           | 4               |

## Certificaciones
| País (Organismo certificador) | Certificaciones | Ventas certificadas | Ref.   |
| ----------------------------- | --------------- | ------------------- | ------ |
| Estados Unidos (RIAA)         | Platino         | 1,000,000           | [ 30 ] |